# ピューリッツァー賞 一般ノンフィクション部門
ピューリッツァー賞 一般ノンフィクション部門（ピューリッツァーしょう いっぱんノンフィクションぶもん）はピューリッツァー賞の部門の一つで、ピューリッツァー賞の他の部門に属さないものが選ばれる。1962年から授与されている。

## 受賞作品
- 1962年 セオドア・ホワイト著 The Making of the President, 1960 (Atheneum)

渡辺恒雄・小野瀬嘉慈訳『大統領になる方法』（弘文堂、1964年）
※改題版『大統領への道』（弘文堂、1965年）、縮刷版『大統領職をめぐる死闘』（雪華社、1968年）
- 1963年 バーバラ・W・タックマン著 The Guns of August (Macmillan)

山室まりあ訳『八月の砲声』上下巻（筑摩書房、1965年／叢書版 1980年／新装版 1986年／文庫版 2004年）
- 1964年 リチャード・ホーフスタッター著 Anti-intellectualism in American Life (Random)

田村哲夫訳『アメリカの反知性主義』（みすず書房、2003年）
- 1965年 ハワード・マンフォード・ジョーンズ著 O Strange New World (Viking)
- 1966年 エドウィン・ウェイ・ティール著 Wandering through winter: A Naturalist's Record of a 20,000-mile Journey through the North American Winter (Dodd)

太田芳三郎・加瀬正幸編注『Wandering through Winter――北アメリカ冬の旅』(松柏社、1988年)
- 1967年 デイヴィッド・ブリオン・デイヴィス著 The Problem of Slavery in Western Culture (Cornell University Press)
- 1968年 ウィル・デュラント、アリエル・デュラント著 Rousseau and Revolution: A History of Civilization in France, England, and Germany from 1756, and in the Remainder of Europe from 1715, to 1789 (The Story of Civilization X)  (Simon & Schuster)

『世界の歴史』第29-32巻（日本ブッククラブ、1970年）
- 1969年 ノーマン・メイラー著 The Armies Of The Night: History as a Novel, the Novel as History (World)

山西英一訳『夜の軍隊』(早川書房、1970年)
- 1969年 ルネ・デュボス著 So Human An Animal (Scribner)

野島徳吉・遠藤三喜子訳『人間であるために』（紀伊國屋書店、1970年）
- 1970年 エリク・H・エリクソン著 Gandhi's Truth: On the Origins of Militant Nonviolence (Norton)

星野美賀子訳『ガンディーの真理――戦闘的非暴力の起原』上下巻（みすず書房、1973-74年／新装版 2002年）
- 1971年 ジョン・トーランド著 The Rising Sun: The Decline and Fall of the Japanese Empire, 1936-1945 (Random)

毎日新聞社訳『大日本帝国の興亡』全五巻(毎日新聞社、1971年／早川書房、1984年)
- 1972年 バーバラ・W・タックマン著 Stilwell and the American experience in China, 1911-45 (Macmillan)

杉辺利英訳『失敗したアメリカの中国政策――ビルマ戦線のスティルウェル将軍』(朝日新聞社、1996年)
- 1973年 ロバート・コールズ著 Children of Crisis, Vols. II and III (Little)
- 1973年 フランシス・フィッツジェラルド著 Fire in the Lake: The Vietnamese and the Americans in Vietnam (Little)
- 1974年 アーネスト・ベッカー著 The Denial of Death (Free Press/Macmillan)

今防人訳『死の拒絶』（平凡社、1989年）
- 1975年 アニー・ディラード著 Pilgrim at Tinker Creek (Harper's Magazine Press)

金坂留美子・くぼたのぞみ訳『ティンカー・クリークのほとりで』（めるくまーる、1991年）
- 1976年 ロバート・N・バトラー著 Why Survive? Being Old In America (Harper)

グレッグ・中村文子訳『老後はなぜ悲劇なのか？――アメリカの老人たちの生活』(メヂカルフレンド社、1991年)
- 1977年 ウィリアム・W・ワーナー著 Beautiful Swimmers: Watermen, Crabs and the Chesapeake Bay (Atlantic Little Brown)
- 1978年 カール・セーガン著 The Dragons of Eden: Speculations on the Evolution of Human Intelligence (Random House)

長野敬訳『エデンの恐竜――知能の源流をたずねて』(秀潤社、1978年)
- 1979年 エドワード・O・ウィルソン著 On Human Nature (Harvard University Press)

岸由二訳『人間の本性について』（思索社、1980年／新装版 1990年／筑摩書房、1997年）
- 1980年 ダグラス・ホフスタッター著 Godel, Escher, Bach: an Eternal Golden Braid  (Basic Books)

野崎昭弘・はやしはじめ・柳瀬尚紀訳『ゲーデル、エッシャー、バッハ――あるいは不思議の環』(白揚社、1985年／20周年記念版 2005年)
- 1981年 カール・ショースキー著 Fin-De Siècle Vienna: Politics And Culture (Knopf)

安井琢磨訳『世紀末ウィーン――政治と文化』(岩波書店、1983年)
- 1982年 トレイシー・キダー著 The Soul of A New Machine (Atlanti'Little)

風間禎三郎訳『超マシン誕生――コンピュータ野郎たちの540日』(ダイヤモンド社、1982年)
※新訳・新装版 糸川洋訳『超マシン誕生』（日経BP社、2010年）
- 1983年 スーザン・シーハン著 Is There No Place on Earth for Me? (Houghton Mifflin)
- 1984年 ポール・スター著 The Social Transformation of American Medicine (Basic Books)
- 1985年 スタッズ・ターケル著 "The Good War": An Oral History of World War Two (Pantheon)

中山容ほか訳『よい戦争』(晶文社、1985年)
- 1986年 ジョーゼフ・リリーヴェルド著 Move Your Shadow: South Africa, Black and White (Times Books)

越智道雄ほか訳『おまえの影を消せ――南アフリカ時の動きの中で』(朝日新聞社、1987年)
- 1986年 J・アンソニー・ルーカス著 Common Ground: A Turbulent Decade in the Lives of Three　American Families (Alfred A. Knopf)
- 1987年 デヴィッド・K・シップラー著 Arab and Jew: Wounded Spirits in a Promised Land (Times Books)

千本健一郎訳『アラブ人とユダヤ人――「約束の地」はだれのものか』（朝日新聞社、1990年）
- 1988年 リチャード・ローズ著 The Making of the Atomic Bomb (Simon & Schuster)

神沼二真・渋谷泰一訳『原子爆弾の誕生――科学と国際政治の世界史』上下巻(啓学出版、1993年／紀伊國屋書店、1995年)
- 1989年 ニール・シーハン著 A Bright Shining Lie: John Paul Vann and America in Vietnam (Random House)

菊谷匡祐訳『輝ける嘘』上下巻(集英社、1992年)

### 1990年代
- 1990年 デール・マハリッジ、マイケル・ウィリアムソン著 And Their Children After Them (Pantheon)
- 1991年 バート・ホルドブラー、エドワード・O・ウィルソン著 The Ants (Belknap/Harvard University Press)
- 1992年 ダニエル・ヤーギン著 The Prize: The Epic Quest For Oil, Money & Power (Simon & Schuster)

日高義樹・持田直武共訳『石油の世紀――支配者たちの興亡』上下巻(日本放送出版協会、1991年)
- 1993年 ゲリー・ウィルズ著 Lincoln at Gettysburg: The Words That Remade America (Simon & Schuster)

北沢栄訳『リンカーンの三分間――ゲティスバーグ演説の謎』(共同通信社、1995年)
- 1994年 デイヴィッド・レムニック著 Lenin's Tomb: The Last Days Of The Soviet Empire (Random House)

三浦元博訳『レーニンの墓――ソ連帝国最期の日々』（白水社、2011年）
- 1995年 ジョナサン・ワイナー著 The Beak Of The Finch: A Story Of Evolution In Our Time (Alfred A. Knopf)

樋口広芳・黒沢令子訳『フィンチの嘴――ガラパゴスで起きている種の変貌』(早川書房、1995年／文庫版 2001年)
- 1996年 ティナ・ローゼンバーグ著 The Haunted Land: Facing Europe's Ghosts After Communism (Random House)

平野和子訳『過去と戦う国々――共産主義のトラウマをどう生きるか』(新曜社、1999年）
- 1997年 リチャード・クルーガー著 Ashes to Ashes: America's Hundred-Year Cigarette War, the Public Health, and the Unabashed Triumph of Philip Morris (Alfred A. Knopf)
- 1998年 ジャレド・ダイアモンド著 Guns, Germs and Steel: The Fates of Human Societies (W.W. Norton)

倉骨彰訳『銃、病原菌、鉄――一万三〇〇〇年にわたる人類史の謎』上下巻(草思社、2000年／文庫版 2012年)
- 1999年 ジョン・マクフィー著 Annals of the Former World (Farrar)

### 2000年代
| 年   | 受賞作家                  | 受賞作品 | 邦訳 |
| 2000 | ジョン・W・ダワー         | Embracing Defeat: Japan in the Wake of World War II (W.W. Norton & Company/The New Press)                                       | 『敗北を抱きしめて――第二次大戦後の日本人』三浦陽一・高杉忠明訳、岩波書店、2001年／増補版 2004年                        |
| 2001 | ハーバート・ビックス      | Hirohito and the Making of Modern Japan (HarperCollins)                                                                         | 『昭和天皇』上下巻、岡部牧夫・川島高峰訳、講談社、2002年／文庫版 2005年                                                |
| 2002 | ダイアン・マホーター      | Carry Me Home: Birmingham, Alabama, the Climactic Battle of the Civil Rights Revolution (Simon & Schuster)                      | |
| 2003 | サマンサ・パワー          | "A Problem From Hell": America and the Age of Genocide (Basic Books)                                                            | 『集団人間破壊の時代――平和維持活動の現実と市民の役割』星野尚美訳、ミネルヴァ書房、2010年                               |
| 2004 | アン・アプルボーム        | Gulag: A History (Doubleday) | 『グラーグ――ソ連集中収容所の歴史』川上洸訳、白水社、2006年                                                             |
| 2005 | スティーブ・コール        | Ghost Wars: The Secret History of the CIA, Afghanistan, and Bin Laden, from the Soviet Invasion to September 10, 2001 (Penguin) | 『アフガン諜報戦争――CIAの見えざる闘い ソ連侵攻から9.11前夜まで』上下巻、木村一浩・伊藤力司・坂井定雄訳、白水社、2011年 |
| 2006 | キャロライン・エルキンス  | Imperial Reckoning: The Untold Story of Britain's Gulag in Kenya (Henry Holt)                                                   | |
| 2007 | ローレンス・ライト        | The Looming Tower: Al-Qaeda and the Road to 9/11 (Alfred A. Knopf)                                                              | 『倒壊する巨塔――アルカイダと「9・11」への道』上下巻、平賀秀明訳、白水社、2009年                                        |
| 2008 | サユル・フリードレンダー  | he Years of Extermination: Nazi Germany and the Jews, 1939-1945 (HarperCollins)                                                 | |
| 2009 | ダグラス・A・ブラックモン | Slavery by Another Name: The Re-Enslavement of Black Americans from the Civil War to World War II (Doubleday)                   | |

### 2010年代
| 年   | 受賞作家                         | 受賞作品                                                                                   | 邦訳                                                                                      |
| 2010 | デヴィッド・E・ホフマン          | The Dead Hand: The Untold Story of the Cold War Arms Race and its Dangerous Legacy         | 『死神の報復－レーガンとゴルバチョフの軍拡競争－』上下巻、平賀秀明訳、白水社、2016年      |
| 2011 | シッダールタ・ムカジー           | The Emperor of All Maladies: A Biography of Cancer (Scribner)                              | 『病の皇帝「がん」に挑む 人類4000年の苦闘』上下巻、田中文訳、早川書房、2013年             |
| 2012 | スティーヴン・グリーンブラット   | The Swerve: How the World Became Modern (W.W. Norton & Company)                            | 『一四一七年、その一冊がすべてを変えた』河野純治訳、柏書房、2012年                        |
| 2013 | ギルバート・キング               | Devil in the Grove: Thurgood Marshall, the Groveland Boys (Harper)                         |                                                                                           |
| 2014 | ダン・ファギン                   | Toms River: A Story of Science and Salvation (Bantam)                                      |                                                                                           |
| 2015 | エリザベス・コルバート           | The Sixth Extinction: An Unnatural History (Henry Holt & Co)                               | 鍛原多惠子訳『6度目の大絶滅』（NHK出版、2015年）                                          |
| 2016 | ジョビー・ウォリック             | Joby Warrick Black Flags: The Rise of ISIS(Doubleday)                                      | 『ブラック・フラッグス(下):「イスラム国」台頭の軌跡』伊藤真訳、白水社、2017年             |
| 2017 | マシュー・デスモンド             | Evicted: Poverty and Profit in the American City (Crown)                                   | 『家を失う人々 最貧困地区で生活した社会学者、1年余の記録』栗木さつき訳 、海と月社、2023年 |
| 2018 | ジェームズ・フォーマン・ジュニア | Locking Up Our Own: Crime and Punishment in Black America(Farrar, Straus and Giroux)       |                                                                                           |
| 2019 | イライザ・グリズウォルド         | Amity and Prosperity: One Family and the Fracturing of America (Farrar, Straus and Giroux) |                                                                                           |

### 2020年代
| 年   | 受賞作家                                          | 受賞作品 | 邦訳 |
| 2020 | グレッグ・グランディン                            | The End of the Myth: From the Frontier to the Border Wall in the Mind of America (Metropolitan Books)                                   | |
| 2020 | アン・ボイヤー                                    | he Undying: Pain, Vulnerability, Mortality, Medicine, Art, Time, Dreams, Data, Exhaustion, Cancer, and Care (Farrar, Straus and Giroux) | 『アンダイング ー病を生きる女たちと生きのびられなかった女たちに捧ぐ抵抗の詩学ー』西山敦子訳、里山社、2023年 |
| 2021 | デイビット・ズッキーノ                            | Wilmington’s Lie: The Murderous Coup of 1898 and the Rise of White Supremacy (Atlantic Monthly Press)                                   | |
| 2022 | アンドレア・エリオット                            | Invisible Child: Poverty, Survival & Hope in an American City (Random House)                                                            | |
| 2023 | ロバート・サミュエルズ and トルーズ・オロルンニパ | His Name Is George Floyd: One Man’s Life and the Struggle for Racial Justice (Viking)                                                   | |
| 2024 | ネイサン・スロール                                | A Day in the Life of Abed Salama: Anatomy of a Jerusalem Tragedy                                                                        | |